# Dyvelstenen
Dyvelstenen är ett flyttblock på ön Samsø i Danmark. Den ligger i Region Mittjylland, i den centrala delen av landet. Dyvelstenen ligger 31 meter över havet.
Den är cirka 3,4 meter lång, 1,9 meter bred och 1,1 meter hög och har enligt sägnen kastats av en jätte mot Nordby Kirke. Den besöktes tidigare av  barnlösa kvinnor som lämnade bröd eller en docka vid stenen för att bli gravida.
Närmaste större samhälle är Tranebjerg, 16,2 km söder om Dyvelstenen.